# La Rue sans fin
Pour plus de détails, voir Fiche technique et Distribution.
La Rue sans fin (限りなき舗道, Kagiri naki hodo) est un film japonais muet réalisé par Mikio Naruse, sorti en 1934.

## Synopsis
Sugiko Shima est serveuse dans un café de style occidental à Ginza, elle partage son appartement avec une amie, Kesako, qui est aussi une collègue de travail. Machio Harada, le petit ami de Sugiko la presse de se marier avec lui car sa famille souhaite qu'il rentre au pays pour en épouser une autre. Sugiko accepte avec joie et annonce la nouvelle à Kesako, elle a aussi la bonne surprise de se voir proposer de devenir actrice par un client du café qui travaille pour un studio.
Mais un jour alors qu'elle part retrouver Machio, elle est renversée par une voiture. Hiroshi Yamanouchi, l'homme responsable de l'accident, prend dans ses bras une Sugiko inconsciente et l'installe dans une voiture pour l'emmener à l'hôpital. Machio en chemin pour leur rendez-vous voit passer à ses côtés une voiture dans laquelle il aperçoit Sugiko dans les bras d'un autre. Le lendemain matin, Kesako lui apprend que Sugiko n'est pas rentrée de la nuit.
À l'hôpital, Hiroshi veille sur Sugiko et s'assure qu'elle se remette. Ainsi Hiroshi, un homme aisé et issu d'une riche famille de haut rang, tombe-t-il amoureux de Sugiko. Une fois remise, cette dernière cherche à voir Machio, mais il n'est plus à Tokyo. Se sentant trompé, il a quitté la ville et est rentré dans sa famille. La vie reprend son cours, Kesako quitte l'appartement pour laisser la place à Koichi, le jeune frère de Sugiko fraîchement débarqué à Tokyo. Sugiko accepte de sortir avec Hiroshi qui lui fait la cour.
Contre l'avis de sa famille, il lui demande de l'épouser et elle finit par accepter après quelques hésitations. Mais après le mariage, installée dans la vaste demeure de sa belle-famille, Sugiko est confrontée à l'hostilité ouverte de la mère de Hiroshi et de sa sœur qui ne voient en elle qu'une ex-serveuse, trop proche des domestiques et indigne d'intégrer leur noble famille. Hiroshi en conflit avec sa famille rentre de plus en plus tard de son travail et se met à boire. Jusqu'au jour où Sugiko décide de quitter cette demeure inhospitalière pour réfléchir. 
Quelque temps plus tard, un émissaire de la famille Yamanouchi supplie Sugiko de se rendre au chevet de Hiroshi, gravement blessé à la suite d'un accident de la route. À l'hôpital, la mère de Hiroshi ravale sa fierté et lui demande de rester auprès de son fils, mais Sugiko fait ses adieux après leur avoir vertement reproché leur comportement à son égard. Hiroshi décède quelques minutes après son départ.

## Fiche technique

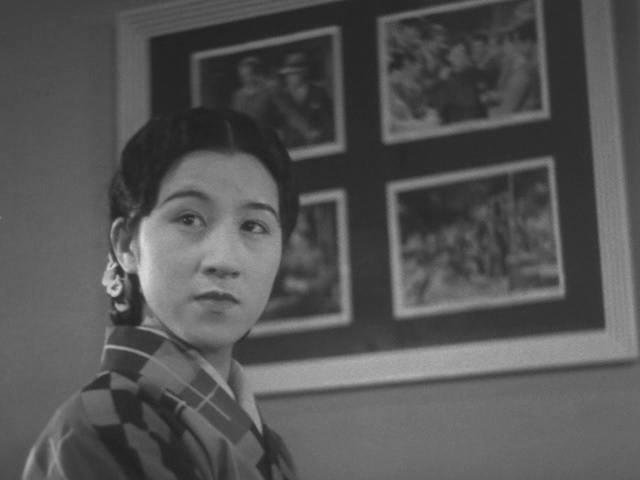
Scène du film avec Setsuko Shinobu.

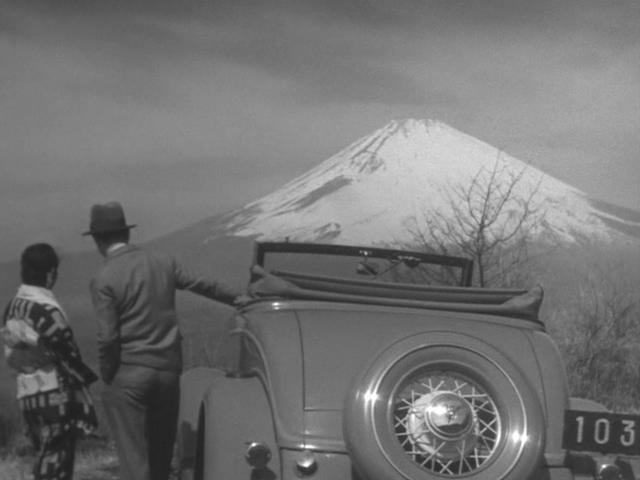
Scène du film avec Setsuko Shinobu et Hikaru Yamanouchi.

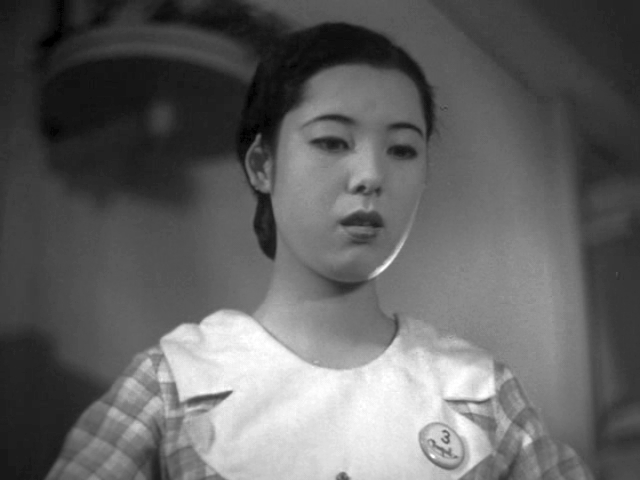
Scène du film avec Chiyoko Katori.

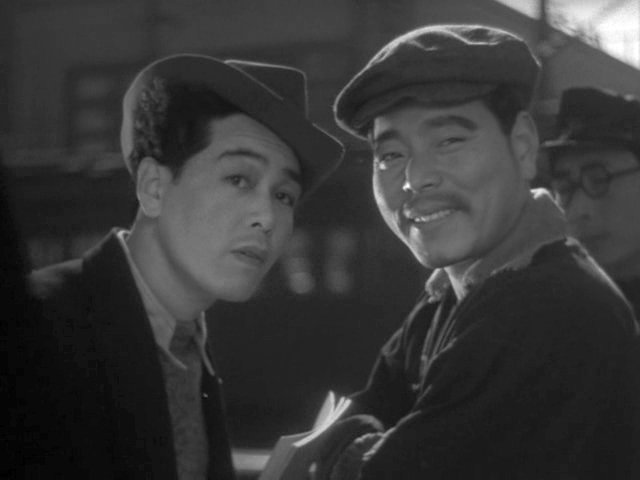
Scène du film avec Shin'ichi Himori et Takeshi Sakamoto.

- Titre français : La Rue sans fin
- Titre original : 限りなき舗道 (Kagiri naki hodo?)
- Titre anglais : Street Without End
- Réalisation : Mikio Naruse
- Scénario : Tomizō Ikeda[1], d'après un roman de Komatsu Kitamura (ja)
- Photographie : Suketarō Inokai
- Décors : Takeshi Hoshino et Matasaburo Okuno
- Assistants réalisateurs : Minoru Shibuya, Satsuo Yamamoto et Minoru Matsui
- Société de production : Shōchiku (Studios Kamata)
- Pays d'origine :  Empire du Japon
- Format : noir et blanc — 1,37:1 — 35 mm — film muet
- Genre : drame ; mélodrame
- Durée : 87 minutes (métrage : dix bobines - 2 400 m[2])
- Date de sortie :
  - Empire du Japon : 26 avril 1934[2]

## Distribution
- Setsuko Shinobu : Sugiko Shima
- Akio Isono : Koichi, son jeune frère
- Hikaru Yamanouchi : Hiroshi Yamanouchi
- Kikuno Inagaki (ja) (créditée sous le nom de Nobuko Wakaba) : Takako, la sœur de Yamanouchi
- Fumiko Katsuragi : la mère de Yamanouchi
- Shin'ichi Himori : Shinkichi Yamamura, le peintre voisin de Sugiko
- Chiyoko Katori : Kesako Nakane, l'amie et colocataire de Sugiko
- Ichirō Yūki (ja) : Machio Harada, le fiancé de Sugiko
- Yukiko Inoue : Yoshiko Hisayama
- Shōzaburō Abe (ja) : le barman qui fait des pancakes
- Chishū Ryū : Yukihiko Chiba, l'homme qui propose à Sugiko de devenir actrice
- Tomio Aoki : le garçon au téléphone
- Takeshi Sakamoto : l'homme qui se fait croquer le portrait par Shinkichi

## Autour du film
La Rue sans fin est le dernier film réalisé par Mikio Naruse à la Shōchiku qu'il quitte en 1935 pour P.C.L. (Laboratoire photochimique de Tokyo) qui deviendra la Tōhō en 1937. C'est aussi son dernier film muet.